# Wskaźnik dopasowania
Wskaźnik dopasowania (ang. Fit index) – w modelowaniu równań strukturalnych jest to miara informująca, na ile wzorzec występujących korelacji w próbie odpowiada korelacjom oczekiwanym na podstawie hipotetycznego modelu przyczyn i skutków pomiędzy tymi zmiennymi. 
Zazwyczaj wskaźniki dopasowania przyjmują wartości od 0 do 1, gdzie 1 oznacza model doskonale dopasowany. Wyjątek stanowi RMSEA, gdzie im niższa wartość wskaźnika, tym lepsze dopasowanie modelu (0 oznacza model doskonale dopasowany).
Wyróżnia się następujące wskaźniki dopasowania modelu:
- RMSEA – Root mean square error of approximation,
- CFI – Confirmatory Fit Index,
- NNFI – Non-normed fit index (znany też jako Tucker-Lewis index, w skrócie TLI),
- NFI – Normed Fit Index (znany też jako Bentler-Bonett Index),
- SRMR – Standardized Root Mean Square Residual,
- AIC – Akaike Information Criterion (w języku polskim wskaźnik znany jako Kryterium informacyjne Akaikego),
- BIC – Bayesian Information Criterion (w języku polskim wskaźnik znany jako Bayesowskie kryterium informacyjne Schwarza),
- SABIC – The Sample-Size Adjusted BIC,
- Hoelter Index.